# Albrecht von Rapperswil

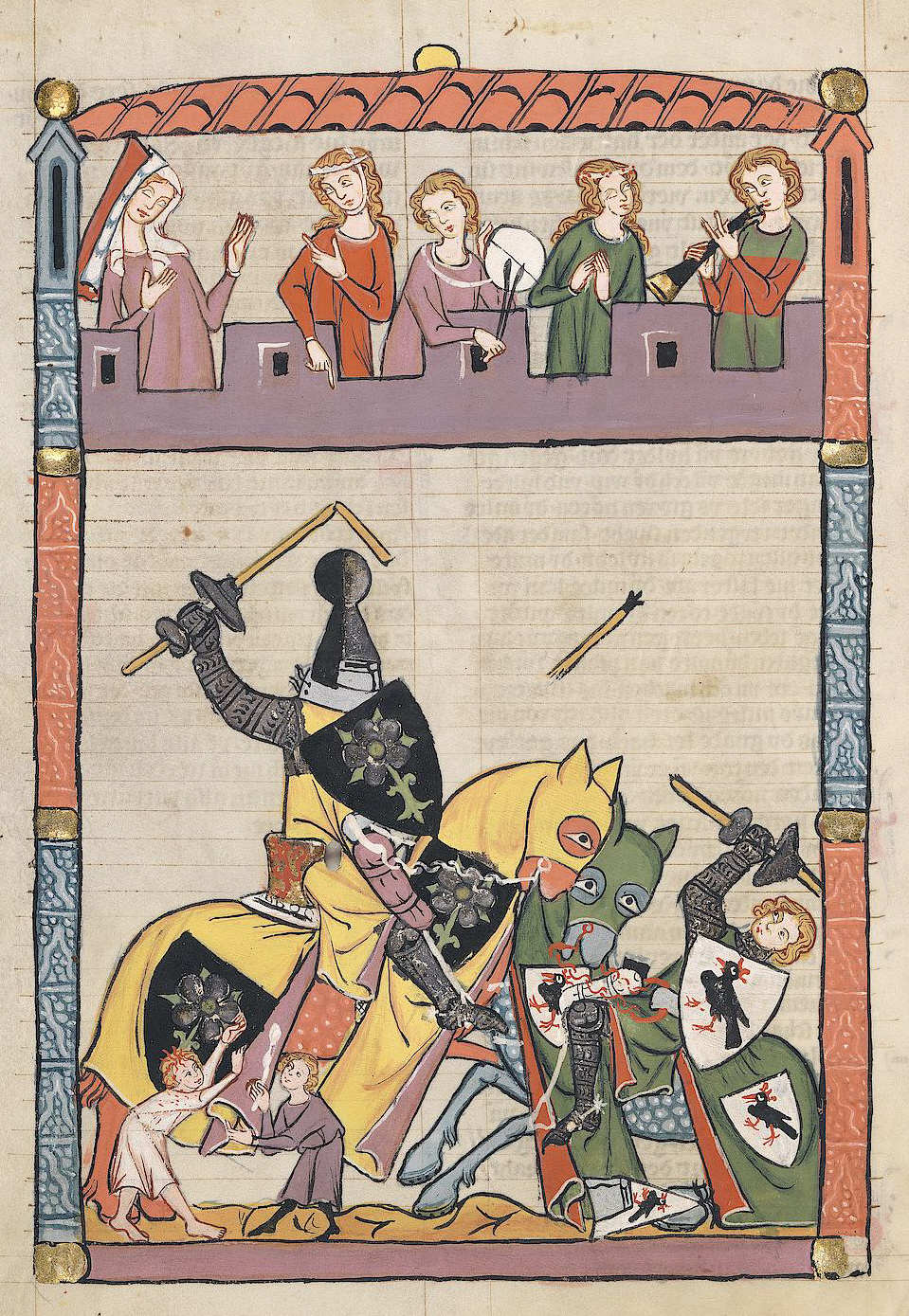
Codex Manesse, Seite 192v: Albrecht von Rapperswil im Turnier

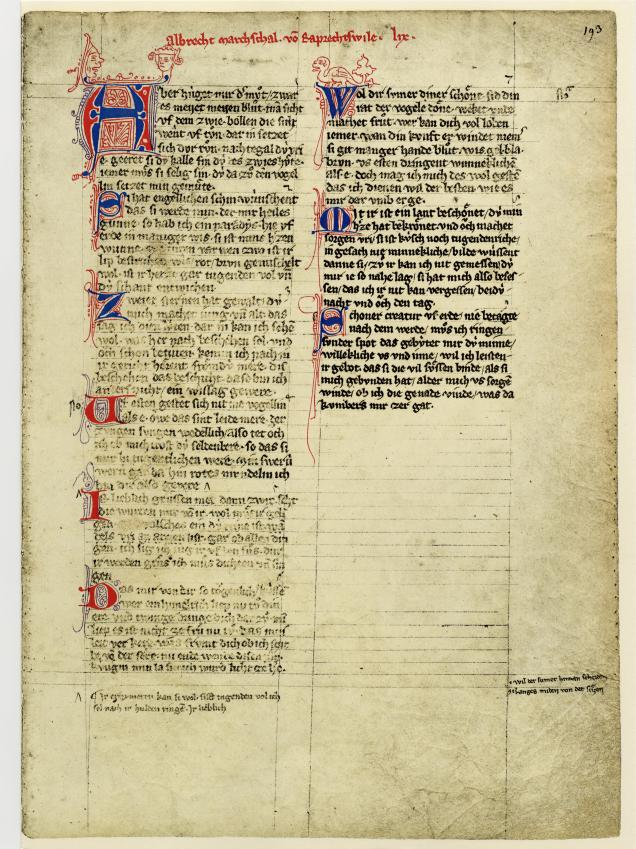
Lieder Albrechts von Rapperswil im Codex Manesse, Seite 193r

Albrecht von Rapperswil (auch Albrecht von Raprechtswil) war ein Schweizer Minnesänger, dem im Codex Manesse drei Lieder zugeschrieben werden. Als Ministerialer der Grafen von Rapperswil bekleidete er vermutlich im späten 13. oder frühen 14. Jahrhundert das Amt des Marschalls.

## Leben und historische Einordnung
Albrecht, vermutlich ein Ministerialer der Grafen von Rapperswil, bekleidete mit dem Marschallsamt ein Erb- und Hofamt: Der Marschall, zunächst im Wesentlichen der Stallmeister, der die Oberaufsicht über die Pferde (Marstall) und damit über das berittene Gefolge führte, bekam mit dem Aufkommen der Ritterheere im Kriegsfall den Oberbefehl über die Führung der Ritterschaft und Landstände. Daneben war der Marschall auch für die Oberaufsicht über das gesamte Hofwesen verantwortlich und übernahm die Aufgaben und Pflichten des Truchsess, Mundschenks und Küchenmeisters.
Die Namen der Marschälle in Diensten der Grafen von Rapperswil sind nicht überliefert, die historische Zuordnung umstritten. Personen, mit denen Albrecht von Rapperswil identifiziert werden könnte, sind in den Jahren 1271/76 und 1282 beziehungsweise 1272, 1276, 1321 und 1336 beurkundet. Karl Bartsch nahm an, dass Albrecht vermutlich nicht aus dem 14. Jahrhundert stammte, «denn in der Pariser Hf. [Handschrift], die allein seine Lieder enthält, ist er nebst den ihn umgebenden Dichtern, die ebenfalls der Schweiz und bestimmt dem 14. Jahrhundert angehören, erst später nachgetragen. Auch verräth seine Sprache und sein Versbau entschieden eine jüngere Zeit.» Max Schiendorfer ist da kritischer:«Mehr als ein nackter, postumer und undatierter Existenzbeleg in den Jahrzeitbüchern von Wurmsbach und Rapperswil kam bei der Quellensuche nicht zum Vorschein.» Mit anderen Worten, die historische Person des Albrecht kann bis dato nicht eindeutig zugeordnet werden.
Ob Albrecht von Rapperswil ein naher Verwandter von Graf Johann I. von Habsburg-Laufenburg (* vor 1295/6 – † 1337) und dessen Sohn Johann II. war, ist nicht sicher, aber möglich. Mehrere Mitglieder im Umfeld der Rapperswiler Grafen sind zu Beginn des 14. Jahrhunderts als Minnesänger dokumentiert: Lieder von Wernher von Homberg, dem Sohn der Gräfin Elisabeth von Rapperswil (* 1251/61 – † 1309) aus erster Ehe, sind ebenfalls im Codex Manesse zu finden (folio 43v). Von Elisabeths Enkel Johann II. (* 1330 – † 1380) ist das Minnelied «Blümli blawe» überliefert, das Johann Wolfgang Goethe zu der Ballade «Das Blümlein Wunderschön: Lied des gefangenen Grafen» inspirierte.

## Dichtung und Werk
Im Codex Manesse werden Albrecht von Rapperswil als Albrecht Marchschal vo Raprechtswile (folio 192v) drei Lieder zugeschrieben.
Das Verfasserbild zeigt im oberen Drittel drei unterschiedlichen Kopfschmuck tragende Hofdamen und zwei Musikanten zu sehen. Die kämpfenden Ritter sind mit Kettenpanzern, Beinschienen und Topfhelmen geschützt. Die zwei klein dargestellten Personen sind die Schildknappen (Kriiere) der Ritter. Sie waren den Rittern während der Turniere behilflich, scheinen hier aber selbst einen Kampf untereinander auszutragen. Die unrealistischen Größenverhältnisse der abgebildeten Personen stellen den unterschiedlichen gesellschaftlichen Rang dar. Das Wappen der Rapperswiler, in deren Dienst Albrecht stand, wird dreimal gezeigt; der Löwe auf der Sattellehne weist darauf hin, dass Rapperswil bei der Entstehung der Miniatur (Maler N1) im Codex Manesse habsburgisch war.
Eine Einordnung von Albrechts drei Liedern in das letzte Viertel des 13. Jahrhunderts ist aus inhaltlichen und formalen Gründen möglich. Die ersten beiden ihm zugeschriebenen Lieder sind mit Wiederholungen arbeitende Bare; Lied 2 ist eine Abwandlung des ersten Liedes, das mit (nicht durchgehaltenen) Binnenreimen arbeitet, Lied 3 eine vierhebige Kanzone. Albrechts Lieder sind dreistrophig, beginnen mit einer Schilderung der Natur und behandeln im Weiteren die für den Minnesang üblichen Themen Frauenpreis und Bitte um Minneerfüllung durch die Frau; das Leiden an der Minne bleibt weitgehend ausgespart. Stilistische Vorbilder in Bezug auf Sprachformeln und Bilder sind Ulrich von Lichtenstein, Gottfried von Neifen, Ulrich von Winterstetten und Konrad von Würzburg. Ungewöhnlich ist das im ersten Lied verwendete Bild vom Liebhaber als Deuter der Augensterne seiner Angebeteten. Bartsch urteilte über Albrechts Lieder: «Seine drei Minnelieder erheben sich in nichts über das gewöhnliche Niveau».